# 村松賢一
村松 賢一（むらまつ　けんいち、1941年 - ）はアナウンサー。NHKアナウンサーを経て、お茶の水女子大学文教育学部教授を務めた。

## 人物
神奈川県立湘南高等学校を経て、1964年一橋大学商学部卒業後、日本放送協会にアナウンサーとして入局。教育番組、教養番組などを担当。1989年からNHK放送研修センター・日本語センター勤務。
1995年4月からお茶の水女子大学文教育学部教授。同年日本語教師を集めてお茶の水音声言語学習会を立ち上げ、日本語教育の調査・研究を行った。また2001年のお茶の水女子大学留学生センター立ち上げに尽力し、留学生センター教授として日本語非母語話者への日本語教育研究も行った。
2003年スピーチコミュニケーション教育研究所設立、同研究所主宰。その後日本教育大学院大学客員教授、二松學舍大学大学院文学研究科非常勤講師などを務めた。

## 著書
- 『面接の極意―試験官は、マニュアル回答が嫌いだ (ノン・ブック・愛蔵版―NHK日本語センター・シリーズ) 』祥伝社 1992年10月
- 『教師のためのスピーチ・トレーニング法－理論と実践－(授業への挑戦)』明治図書 1996年2月
- 『いま求められるコミュニケーション能力 (オピニオン叢書)』明治図書,1998年７月
- 『対話能力を育む話すこと聞くことの学習－理論と実践－(21世紀型授業づくり)』明治図書 2001年3月
- 『できる教師の「話し方・聞き方」』2005年9月
- 『コミュニケーション能力の育成と指導―伝え合い・確かめ合い・深め合う授業の創造 国語力』（金本良通と共著）教育報道出版 2006年5月

## テレビ出演
- NHK高校講座国語表現 I（講師）[10][11][12]
- 平成最初のNHKニュース - 1989年（平成元年）1月8日午前3時21分から10分間担当